# Libnotes nigricornis
Libnotes nigricornis är en tvåvingeart som beskrevs av Alexander 1915. Libnotes nigricornis ingår i släktet Libnotes och familjen småharkrankar. Inga underarter finns listade i Catalogue of Life.